# زبان زولو
زولو زبان مردم زولو می‌باشد که تقریباً ۱۰ میلیون نفر سخن‌گو دارد، ۹۵ درصد این افراد در آفریقای جنوبی زندگی می‌کنند. زولو توسط ۲۴ درصد مردم آفریقای جنوبی صحبت می‌شود و توسط ۵۰ درصد مردم فهمیده می‌شود(۲۰۰۵). این زبان در سال ۱۹۹۴ به عنوان یکی از ۱۱ زبان‌ رسمی آفریقای جنوبی انتخاب شد. مانند بسیاری دیگر از زبان‌های بانتو، زولو با الفبای لاتین نوشته می‌شود. زبان زولو مانند دیگر زبان‌های انگونی تاثیر بسیاری از زبان خوسایی پذیرفته است.